# Altiplà de Pandivere
L'altiplà de Pandivere (en estonià: Pandivere kõrgustik) és una regió de turons suaus al nord d'Estònia. S'hi troba el pic més alt del nord del país, l'Emumägi, de 166 metres d'altura.
L'altiplà rep el nom de la vila de Pandivere.